# Methyl acrylat
Methyl acrylat là một hợp chất hữu cơ, còn được gọi là este methyl của acid acrylic. Nó là chất lỏng không màu, có mùi chát đặc trưng, được sản xuất chủ yếu để tổng hợp sợi acrylat, chất dệt thảm tổng hợp, thuốc thử trong việc tổng hợp các loại thuốc trung gian khác nhau.

## Sản xuất
Phản ứng công nghiệp chuẩn để sản xuất methyl acrylat là ester hóa methanol trong quá trình xúc tác acid (acid sulfuric, acid p-toluensulfonic hoặc chất trao đổi ion acid). Quá trình transesterification xảy ra bởi vì methanol và methyl acrylat tạo ra hỗn hợp đẳng phí có nhiệt độ sôi thấp (62-63 °C).
Tài liệu bằng sáng chế  có mô tả đến một lộ trình one-pot (một bình) liên quan đến quá trình oxy hóa của propene hoặc 2-propenal với oxy khi có mặt methanol. 

### Phương pháp khác
Methyl acrylat có thể được điều chế bằng cách khử brom của methyl 2,3-dibromopropanoat với kẽm. Methyl acrylat được hình thành với hiệu suất tốt trong quá trình chưng khô methyl lactat với ethenone (keten). Methyl lactat là một "hóa chất xanh". Một bằng sáng chế khác  mô tả sự khử nước của methyl lactat trên zeolit.
Hydrocarboxyl hóa acetylen có xúc tác nickel tetracacbonyl với carbon monoxide với sự tham gia của methanol cũng cho ra methyl acrylat. Phản ứng của metyl formate với acetylen với sự hiện diện của các chất xúc tác kim loại chuyển tiếp cũng cho ra methyl acrylat. Cả hai việc phân tách rượu của propiolactone với methanol cũng như việc phân tách methanol của acrylonitrile bằng dung môi acrylamide sulfat xảy ra ngay lập tức  cũng đã được chứng minh nhưng quá trình này đã lỗi thời.

## Ứng dụng
Methyl acrylat sau butyl acrylat và ethyl acrylat là ester acrylic quan trọng thứ ba có sản lượng hàng năm trên toàn thế giới khoảng 200.000 tấn/năm.
Methyl acrylat phản ứng xúc tác bởi các base Lewis trong phản ứng cộng Michael với các amin cho dẫn xuất β-alanin cao, tạo ra chất hoạt động bề mặt lưỡng tính khi các amin chuỗi dài được sử dụng còn chức năng este bị thủy phân sau đó.
Methyl acrylat được sử dụng để điều chế acid 2-dimethylaminoethyl acrylat bằng phản ứng transesterification với dimethylaminoethanol với số lượng đáng kể trên 50.000 tấn / năm.
Methyl acrylat được sử dụng như là comonomer trong quá trình polymer hóa với nhiều loại monomer acrylic và vinyl. Làm như vậy, nó có nhiều cách sử dụng tương tự như ethyl acrylate. Khi dùng methyl acrylat làm comonomer cho ra kết quả sơn acrylic cứng và giòn hơn những loại sơn có acrylate tương đồng. Phản ứng đồng trùng hợp methyl acrylat với acrylonitrile cải thiện khả năng xử lý nóng chảy của chúng đối với các sợi, có thể là đã được sử dụng làm tiền thân cho sợi carbon.
Acrylate cũng được sử dụng điều chế các dendrimer poly (amidoamine) (PAMAM) thông thường bằng cách bổ sung Michael với amin sơ cấp.
Methyl acrylat là tiền chất của sợi được dệt để làm thảm.
Do xu hướng polymer hóa, các mẫu điển hình có chứa các chất ức chế như hydroquinone.

## Phản ứng
Methyl acrylat là một chất nhận Michael cổ điển, có nghĩa là nó thêm các nucleophile vào cuối của nó. Ví dụ, khi có mặt của một chất xúc tác base, nó thêm hydro sulfide để cho thioether:
2 CH2CHCO2CH3 + H2S  →  S(CH2CH2CO2CH3)2
Nó cũng tích cực hoạt dộng trong phản ứng Diels-Alder.

## Độ an toàn
Methyl acrylat là độc tố cấp tính với LD50 (chuột, miệng) 300 mg/kg và TLV 10 ppm.